# Hemerodromia brevifrons
Hemerodromia brevifrons är en tvåvingeart som beskrevs av Axel Leonard Melander 1947. Hemerodromia brevifrons ingår i släktet Hemerodromia och familjen dansflugor.
Artens utbredningsområde är Kalifornien. Inga underarter finns listade i Catalogue of Life.